# Haidong
Haidong —海东 en xinès simplificat, 海東 en xinès tradicional, Hǎidōng en pinyin, Haitung en wylie— és una ciutat-prefectura de la província de Qinghai, a la República Popular de la Xina. El nom literalment significa "a l'est del llac Qinghai." Antigament, la ciutat va tenir un paper important formant part del corredor de l'Hexi entre el segle ii aC i el segle viii.